# Drapeau des îles Caïmans
Le drapeau de îles Caïmans, territoire d'outre-mer du Royaume-Uni situé dans les Caraïbes, est composé du Blue Ensign flanqué des armoiries du territoire. Quant au pavillon maritime, le fond est rouge.

## Histoire
Le premier européen à repérer les îles Caïmans est Christophe Colomb le 10 mai 1503, lors de son quatrième et dernier voyage aux Antilles. Les Espagnols ont d'abord nommé les îles Las Tortugas en raison de l'importante population de tortues vivant dans les eaux voisines. Moins de trois décennies plus tard, le territoire est appelé les Caïmans ou Caïmanes, en référence aux alligators (caïmánes) qui sont prétendument originaires des îles. En 1670, par le traité de Madrid, l'Espagne des Habsbourg cède définitivement sa souveraineté sur les îles Caïmans et plusieurs autres îles des Caraïbes au Royaume d'Angleterre,. La première occupation permanente est mise en place au début du XVIIIe siècle. Les Caïmans deviennent ensuite une dépendance de la colonie de la Jamaïque en 1863. Après quatorze ans, les trois îles de Grand Cayman, Little Cayman et Cayman Brac sont regroupées sous une administration commune.

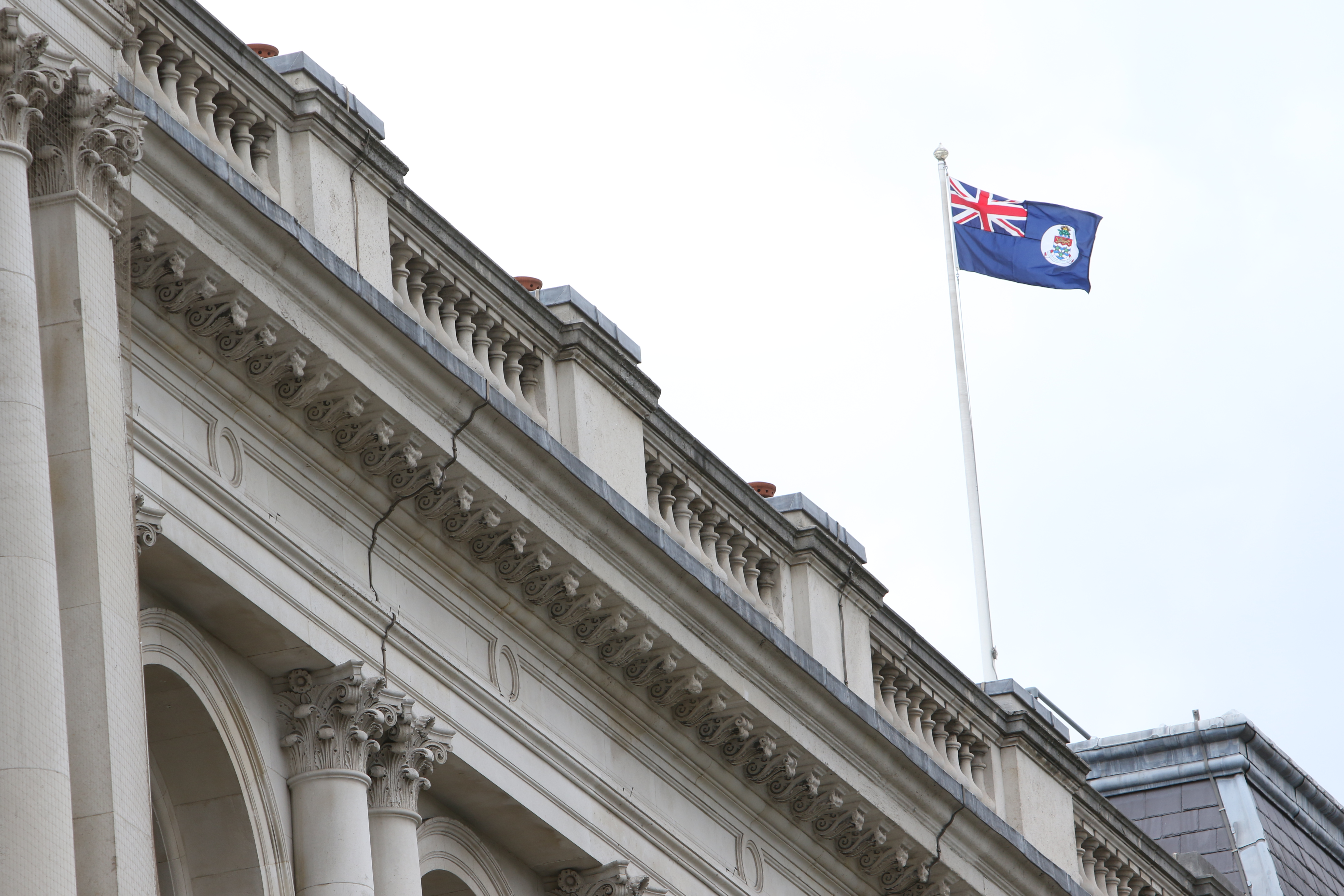
Le drapeau des îles Caïmans flotte au-dessus du ministère des Affaires étrangères à Londres, en 2016.

Les îles Caïmans obtiennent leurs propres armoiries le 14 mai 1958. Elles sont utilisées sur le Blue Ensign, avec un disque blanc en arrière-plan. Ce drapeau est adopté comme drapeau national de substitution en 1959,, après autorisation de l'Amirauté. L'Union Jack reste le drapeau national des îles Caïmans. Le drapeau avec armoiries sert d'enseigne pour les navires gouvernementaux. Toutefois, il faut attendre 1993 pour que les armoiries et le drapeau soient reconnus par la loi. La législation a ensuite été révisée en 1998 et amendée en 2002.

Drapeau proposé par le département des drapeaux du Ministère de la Défense du Royaume-Uni.

Le territoire obtient son autonomie en juillet 1959, à peu près au moment de son adhésion à la Fédération des Indes occidentales. Il reste un territoire britannique après la dissolution de la fédération en 1962,. L'utilisation du Blue Ensign et du Red Ensign – un drapeau de courtoisie arboré officieusement sur les navires privés – est finalement autorisé en 1988. Un nouveau dessin du drapeau est proposé onze ans plus tard par le département des drapeaux du ministère de la Défense : la taille des armoiries est augmentée et le disque blanc est supprimé et remplacé par un contour blanc. Malgré tout, le drapeau avec disque est considéré comme le seul officiel par le gouvernement local,.

## Description et symbolisme

Le pavillon civil des îles Caimans

Le drapeau présente un champ bleu foncé avec le drapeau du Royaume-Uni dans le quadrant supérieur côté mât et les armoiries des îles Caïmans centrées sur la moitié extérieure du drapeau dans un disque blanc. Le pavillon civil se distingue par son champ rouge,.
L'écu est d'azur à trois fasces ondées d'argent brochées de trois étoiles de sinople bordées d'or, au chef de gueule chargé d'un léopard d'or passant. Les vagues bleues et blanches symbolisent la mer des Caraïbes, le léopard jaune sur fond rouge renvoi au Royaume-Uni, les trois étoiles vertes aux îles de Grand Cayman, Little Cayman et Cayman Brac,.

L'écu est surmonté d'un cimier où se retrouvent, sur une corde, une tortue et un ananas. La tortue rappelle le nom espagnol original des îles (Las Tortugas, « Les Tortues »), les nombreuses tortues qui y vivent encore et son histoire maritime. La corde témoigne de l'industrie traditionnelle de la corde de chaume. L'ananas symbolise le lien des îles avec la Jamaïque, dont les armoiries sont ornées de cinq ananas. La devise « He hath founded it upon the seas » est tirée du Psaume 24:2 et reconnaît le patrimoine chrétien des îles Caïmans,.

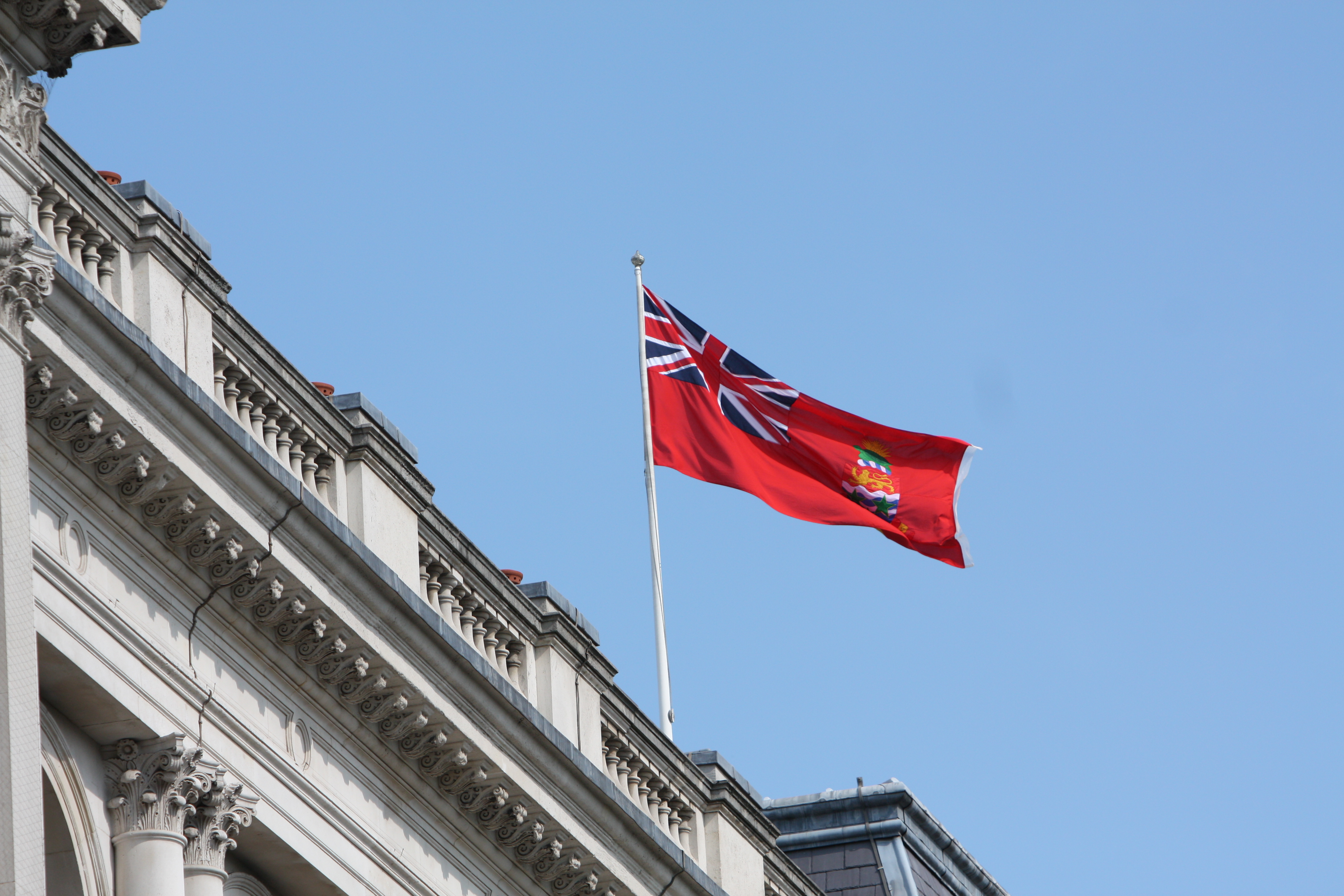
Pavillon civil au vent

## Protocole
Lorsqu'il est déployé avec les drapeaux d'autres nations souveraines, le drapeau étranger ne doit pas flotter au-dessus ou à droite (c'est-à-dire à gauche de l'observateur) du drapeau caïmanais. La seule exception à cette recommandation concerne le déploiement de l'Union Jack, auquel cas le drapeau des îles Caïmans lui cède la place. Les directives précisent également que le drapeau ne doit pas toucher le sol ni être suspendu verticalement. Il doit être hissé au lever du soleil et abaissé au coucher du soleil, sauf s'il est illuminé la nuit. Lorsqu'il est endommagé et ne peut plus être exposé publiquement, il est permis de se débarrasser du drapeau territorial, idéalement en le brûlant.